# Hoheria populnea
Hoheria populnea är en malvaväxtart som beskrevs av Allan Cunningham. Hoheria populnea ingår i släktet Hoheria och familjen malvaväxter. Inga underarter finns listade i Catalogue of Life.

## Bildgalleri

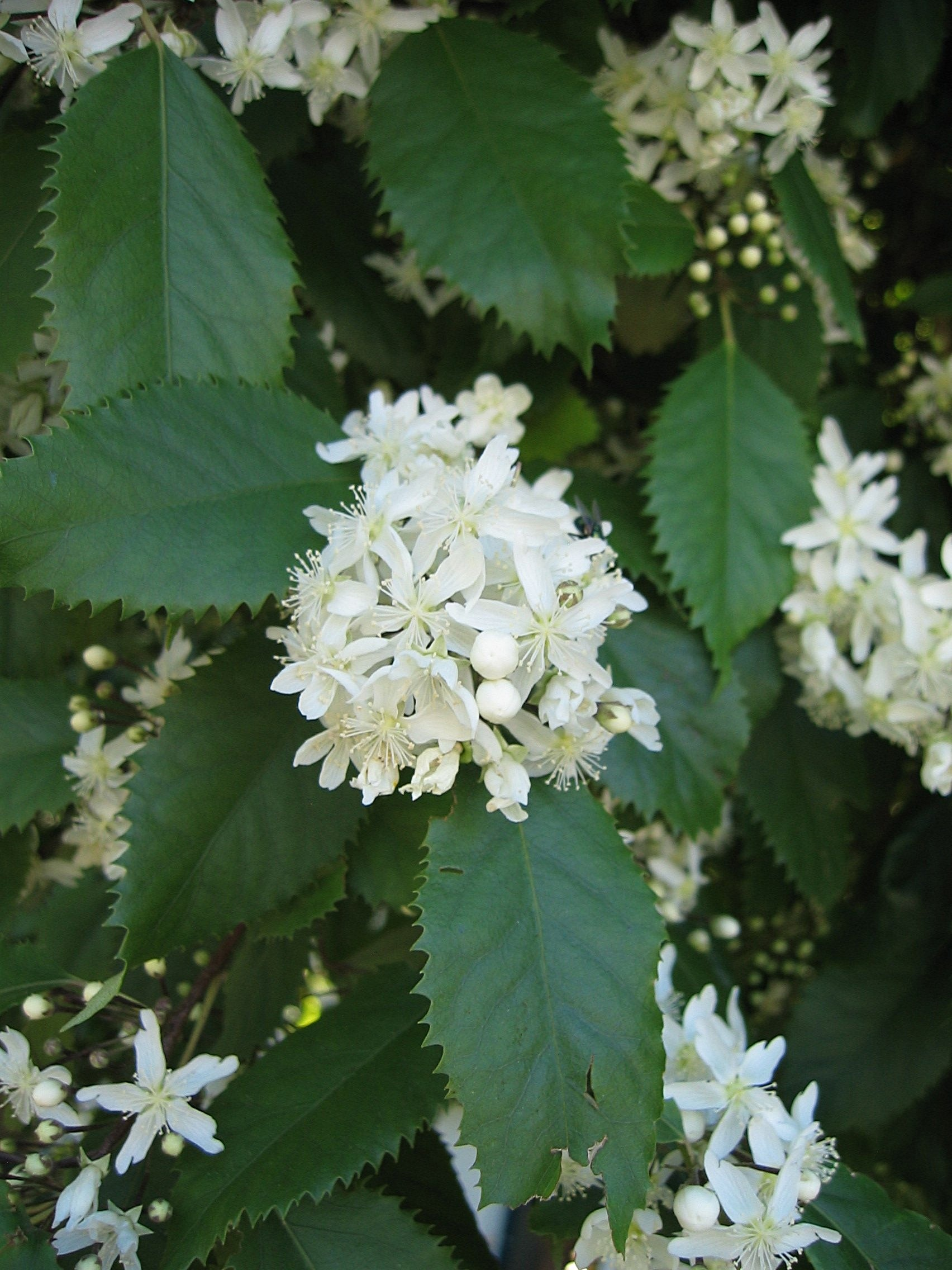
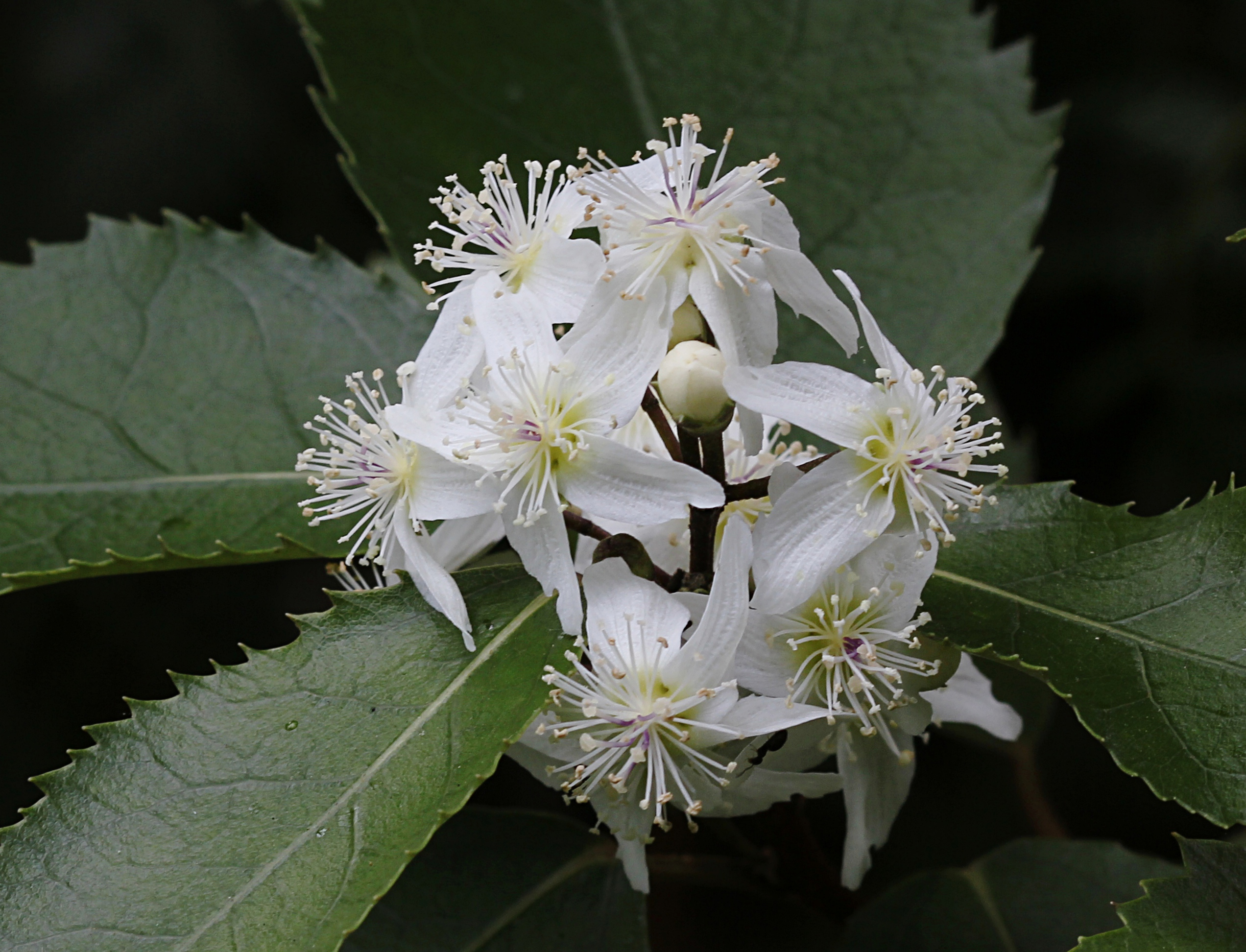